# Guvna (Donji Vakuf, BiH)
Guvna su naseljeno mjesto u općini Donji Vakuf, Federacija Bosne i Hercegovine, BiH.
Nalaze se na trećini puta između Prusca i Bugojna. Dobila su ime po gumnima.

## Povijest
U Guvnima je podružna crkva župe sv. Ante Padovanskog iz Bugojna. Crkva je izgrađena 1990. godine. U crkvi je slika sv. Franje Ivice Radoša iz Travnika.

## Stanovništvo

### 1991.
Nacionalni sastav stanovništva 1991. godine, bio je sljedeći:
- Muslimani - 175 (60,55%)
- Hrvati - 81 (28,03%)
- Srbi - 29 (10,03%)
- Jugoslaveni - 3 (1,03%)
- ostali, neopredijeljeni i nepoznato - 1 (0,34%)

### 2013.
Nacionalni sastav stanovništva 2013. godine, bio je sljedeći:
ukupno: 172
- Bošnjaci - 145 (84,30%)
- Hrvati - 10 (5,23%)
- ostali, neopredijeljeni i nepoznato - 18 (10,47%)